# Pawieł Malinowski
Pawieł Pietrowicz Malinowski (ros. Павел Петрович Малиновский, ur. 1818 w Swietiłowie niedaleko Griazowca, zm. 1868) – rosyjski lekarz psychiatra i lekarz wojskowy. W 1840 roku ukończył studia na Akademii Medyko-Chirurgicznej w Moskwie, następnie pracował w Szpitalu Przemienienia Pańskiego, a od 1843 do 1846 kierował oddziałem psychiatrycznym Szpitala Obuchowskiego w St. Petersburgu.

## Prace
- Записки доктора. Санкт-Петербург: тип. К. Крайя, 1846
- Помешательство, описанное так, как оно является врачу в практике. Санкт-Петербург: тип. К. Крайя, 1847
- Помешательство. Санкт-Петербург: тип. К. Крайя, 1855
- Электрическое пламя. Санкт-Петербург: тип. Мор. м-ва, 1858